# Tom Linders
Tom Linders (Oldenzaal, 1993) is een Nederlands feestzanger.

## Biografie
Linders zong voor het eerst op tienjarige leeftijd op een feestje van zijn oma. In zijn woonplaats Oldenzaal werd hij beschouwd als de nieuwe Jan Smit. Linders begon als feestzanger op zomerfeesten en braderieën van waaruit hij doorgroeide naar de grotere podia. In 2018 nam Linders een tijdelijke stop als zanger. Daarnaast kampte hij met een gokverslaving. Tijdens de coronapandemie pakte hij zijn carrière weer op en brak hij door als zanger tijdens feestjes. In het begin ging hij als de Oldenzaalse Jan Smit door het leven, maar sinds 2020 nam hij de naam Feestzanger Linders aan. In begin 2021 bracht Linders de singles Liefde van mijn leven en Zing maar met mij mee uit. In juni 2021 volgde een derde single, Tot morgenvroeg. November datzelfde jaar kwam Linders opnieuw met een single getiteld Kleine Vent, die hij opdroeg aan zijn zoontje Denzel. Naast het zingen, organiseert Linders ook Hollandse avonden waarin hijzelf collega zangers optreden.

## Privé
Linders heeft een relatie met collega zangeres Mandy Monté. Tijdens de Boeskool in Oldenzaal op 24 augustus 2024 vroeg hij haar ten huwelijk.

## Discografie

### Singles
- "Liefde van mijn leven" (2020)
- "Zing maar mee net mij" (2021)
- "Tot morgenvroeg" (2021)
- "Kleine vent" (2021)
- "Ik ben wie ik ben" (2022)
- Je naam in de sterren (2023)
- Spaanse duif (2024)